# The Eyes of Alice Cooper
The Eyes of Alice Cooper — двадцать третий студийный и шестнадцатый сольный альбом американского рок-музыканта Элиса Купера, выпущенный 23 сентября 2003 года лейблом Eagle Records.

## Работа над альбомом
Я шёл к этому альбому слишком долго, так что записывать мне пришлось его очень быстро, — Элис Купер
Уже к концу мая 2003 года Элис Купер вместе со своей командой в студии Бобби Браннера Mates Rehearsal Studios записали 13 композиций. После Купер попросил Браннера, чтобы последний дал послушать материал сведущему в музыке человеку. На следующий день Браннер привёл своего друга Эндрю Мадрока, ранее работавшего с Godsmack и Powerman 5000, и тот, за неимением продюсера, предложил свои услуги. Во время записи Купер и Мадрок пытались создать атмосферу настоящего гаражного рок-н-ролла и чтобы ничего не напоминало и профессиональной студии.

### Приглашённый музыкант
В записи одной из композиций (гитара на композиции Detroit City) принял участие гитарист группы MC5 Уэйн Крамер. Приглашение Крамера было не намеренным, а совершенно случайным: когда Купер вместе со своей группой репетировали на студии Гилби Кларка, к ним зашёл Уэйн Крамер, которому и было предложено поучаствовать в записи альбома.

## Музыка
Я впервые в жизни полностью доволен альбомом. Он звучит идеально от первой и до последней песни. Мы сохранили в них дух 70-х годов, но сделали это по-современному.

## Список композиций
1. «What Do You Want From Me?» — 3:24
2. «Between High School & Old School» — 3:01
3. «Man Of The Year» — 2:51
4. «Novocaine» — 3:07
5. «Bye Bye, Baby» — 3:27
6. «Be With You Awhile» — 4:17
7. «Detroit City» — 3:58
8. «Spirits Rebellious» — 3:35
9. «This House Is Haunted» — 3:30
10. «Love Should Never Feel Like This» — 3:32
11. «The Song That Didn’t Rhyme» — 3:17
12. «I’m So Angry» — 3:36
13. «Backyard Brawl» — 2:36

## Участники записи
- Элис Купер — вокал
- Эрик Довер — гитара
- Райан Рокси — гитара
- Чак Гэррик — бас
- Эрик Сингер — ударные
- Уэйн Крамер — гостевая гитара на композиции «Detroit City»